# Atractus crassicaudatus
Atractus crassicaudatus — вид змій родини полозових (Colubridae). Ендемік Колумбії.

## Поширення і екологія
Atractus crassicaudatus мешкають в регіоні Альтіплано-Кундібоясенсе в Східному хребті Колумбійських Анд, в департаментах Бояка, Кундінамарка, Богота, Мета і Сантандер, зокрема в районі Східних пагорбів поблизу Боготи та поблизу озера Еррера в боготській савані. Вони живуть на гірських луках та в чагарникових заростях, на висоті від 2000 до 3200 м над рівнем моря.